# Кьопоолу
Кьо́поолу (болг. Кьопоолу, тур. Köpoğlu) — овочева страва болгарської та турецької кухні. В деяких регіонах Болгарії рецепт називається «зеленою ікрою» (болг. зелен хайвер), має давню історію і передається з покоління в покоління.
Готують страву з баклажанів, які попередньо очищають від шкірки і запікають у печі, духовці або на відкритому вугіллі. Після цього їх перетирають в ступці з часником і оливковою олією (зараз подрібнення відбувається, головним чином, за допомогою блендерів). В якості додаткових компонентів можуть бути використані солодкий перець і томати. У цьому головна відмінність кьопоолу від сербської страви айвар, де головний інгредієнт — перець, а баклажан лише допустима добавка. Іншими смаковими складовими (в залежності від регіону) служать сіль, петрушка, горіхи, винний оцет, лимонна кислота тощо. Вживають в якості закуски, гарніру, основноъ страви з хлібом, а також консервують на зиму.
Відповідно зі словником слово кьопоолу — турецького походження і означає «сучий син». Зв'язок між цим значенням і кулінарною стравою невідомий. Існує версія, що в родині пасльонових відома рослина Паслін чорний або тур. Köpek üzümü, що в перекладі з турецької — «собачий виноград». Через високий вміст алкалоїдів його плоди мають гіркий смак, що схожий з гірчинкою баклажанів. Ймовірно, що ці ягоди дали «собачу» назву страви.
Друга назва «зелен хайвер» пов'язане з народним виразом «пращам за зелен хайвер» (≈укр. послати за зеленою ікрою) і вживається стосовно шахрая, обманщика. Імовірний аналог поняття — «шарашкіна контора».